# Chrysopa everina
Chrysopa everina is een insect uit de familie van de gaasvliegen (Chrysopidae), die tot de orde netvleugeligen (Neuroptera) behoort. 
Chrysopa everina is voor het eerst wetenschappelijk beschreven door Banks in 1946.